# Agression au couteau contre Stephen Timms
Le 14 mai 2010, Stephen Timms, député travailliste d'East Ham, a été poignardé alors qu'il organisait une réunion de circonscription par Roshonara Choudhry, une étudiante britannique de 21 ans et extrémiste islamique, qui tentait de le tuer. Elle a été reconnue coupable de tentative de meurtre et condamnée à la prison à vie avec une peine minimale de 15 ans. Choudhry fut la première sympathisante d'Al-Qaïda à tenter un assassinat en Grande-Bretagne.
Choudhry a déclaré qu'elle avait été influencée par les sermons en ligne d'Anwar al-Awlaki, le chef d'Al-Qaïda dans la péninsule arabique. À la suite de son procès, ce contenu a été retiré de YouTube.

## Contexte
Choudhry est né dans une famille bangladaise à Newham, dans l'est de Londres, et a vécu à East Ham. Elle était l'aînée des enfants et fréquentait l'école Plashet à East Ham, puis étudiait pour ses niveaux A (équivalent britannique du baccalauréat) au Newham Sixth Form College. Elle était en dernière année d'un diplôme en anglais et communication à King's College de Londres,,, mais avait abandonné ses études peu de temps avant la tentative d'assassinat de Timms. Lors d'un entretien avec la police, elle a déclaré qu'elle avait quitté l'université parce qu'elle trouvait qu'elle était anti-islamique, dans la mesure où elle avait décerné un prix au politicien israélien Shimon Peres, en plus de mettre en place des programmes de lutte contre la radicalisation.

## Attaque
Le 14 mai 2010, Timms a été approché par Choudhry, lors de sa visite de circonscription à la Beckton Globe Library à Kingsford Way dans le quartier londonien de Beckton,. En lui faisant croire qu'elle voulait lui serrer la main, elle l'a en réalité poignardé deux fois dans l'abdomen avec un couteau de cuisine de 6 pouces, avant d'être désarmée.
Elle a fait des « aveux très complets » à la police, affirmant avoir été influencée par des dizaines d'heures de sermons qu'elle avait regardés d' Anwar al-Awlaki, un chef d' Al-Qaïda dans la péninsule arabique. Elle a déclaré que son attaque visait à punir Timms pour avoir voté pour la guerre en Irak et à se venger du peuple irakien,.
Timms a souffert de blessures « potentiellement mortelles » : des lacérations au lobe gauche du foie et une perforation de l'estomac. Un haut responsable de la police a déclaré qu'il avait « eu beaucoup de chance de ne pas avoir été tué ». Il subit une intervention chirurgicale d'urgence au Royal London Hospital, d'où il est sorti le 19 mai.

## Procès
Choudhry a choisi de ne pas assister à son procès pour tentative de meurtre à Old Bailey, affirmant qu'elle ne reconnaissait pas la compétence du tribunal. Le procureur a écarté toute possibilité qu'elle souffre d'une maladie mentale. Le 2 novembre 2010, Choudhry a été reconnu coupable de tentative de meurtre sur Timms. Elle a ensuite été condamnée à la réclusion à perpétuité, avec recommandation de purger une peine d'emprisonnement minimale de 15 ans. Après l'annonce de la sentence au tribunal, un groupe d'hommes dans la galerie publique a commencé à crier « Allahu Akbar » et « Les Britanniques, allez au diable ». Une petite manifestation a eu lieu devant le tribunal.

## Conséquences
Après le procès, Timms a déclaré qu'il n'était pas rancunier, mais que le pardon n'était pas possible tant que son agresseur n'avait pas montré de remords. Il cherchait à interdire les contenus incendiaires sur les sites Internet populaires « pour protéger d'autres jeunes vulnérables et les empêcher de suivre le même chemin ».
Le site Internet Revolution Muslim a décrit Choudhry comme une héroïne pour avoir poignardé Timms, a publié une prière pour détruire les « ennemis de l'islam », citant Timms, et a répondu à sa condamnation pour avoir attaqué Timms en publiant une liste de députés qui avaient voté en faveur de la guerre en Irak, comme Timms l'avait fait, donnant des conseils sur la façon de trouver les détails de leurs circonscriptions électorales,.
Choudhry est incarcéré à la prison HM Bronzefield à Ashford, dans le Surrey. En tant que prisonnier de catégorie A, Choudhry doit être fouillé à nu avant et après avoir reçu une visite. Pour des raisons religieuses, elle s'y oppose et choisit plutôt de rester en isolement.